# Wessel Ebersohn
Wessel Ebersohn, född 1940 i Kapstaden, är en sydafrikansk författare. Han skriver bland annat samhällskritiska detektivromaner. Problemlösaren i deckarna är fängelsepsykologen Yudel Gorden.

## Verk översatta till svenska
- Svart offer: thriller, 1983 (A lonely place to die 1982)
- Före stormen: politisk roman, 1985 (Store up the anger 1980)

## Kriminalromaner ej översatta till svenska
- The Centurion, 1979
- Divide the Night, 1981
- Closed Circle, 1990
- The October Killngs, 2010
- Those Who Love Night, 2011